# Regione di Diego Martin
La regione di Diego Martin () è una regione di Trinidad e Tobago. Il capoluogo è Petit Valley. 
Include i centri abitati di Carenage, Diego Martin, Maraval, Westmoorings.